# Паневек
Паневек (пол. Paniewek) — село в Польщі, у гміні Топулька Радзейовського повіту Куявсько-Поморського воєводства. Населення — 177 осіб (2011).
У 1975-1998 роках село належало до Влоцлавського воєводства.

## Демографія
Демографічна структура станом на 31 березня 2011 року:
|          | Загалом | Допрацездатний вік | Працездатний вік | Постпрацездатний вік |
| -------- | ------- | ------------------ | ---------------- | -------------------- |
| Чоловіки | 90      | 17                 | 67               | 6                    |
| Жінки    | 87      | 11                 | 55               | 21                   |
| Разом    | 177     | 28                 | 122              | 27                   |